# Dimény H. Árpád
Dimény H. Árpád (Kézdivásárhely, 1977. szeptember 28. –) romániai magyar újságíró, költő.
Jelenleg Csernátonban él. Felesége, D. Haszmann Orsolya a Székely Nemzeti Múzeum csernátoni részlegének, a Haszmann Pál Múzeumnak a vezetője. A Babeș–Bolyai Tudományegyetem néprajz szakán diplomázott 2012-ben. 2002-től a Kovászna megyei hetilap, a Székely Hírmondó újságírója, 2010-től, az újság napilappá avanzsálása óta vezető szerkesztője. Feleségével közösen adják ki a Csernátoni Füzetek című időszakos kiadványt.
Első versei 1996-ban jelentek meg az Előretolt helyőrség irodalmi folyóiratban, majd a Helikonban, a Székelyföldben. Több mint tíz év elhallgatás után, 2013-ban ismét közölni kezdett a Székelyföldben, a Helikonban, a Látóban, a Bárkában, az e-irodalomon, az ÚjNautiluson, a Prae-ben, a Váradban és a Tiszatájban.

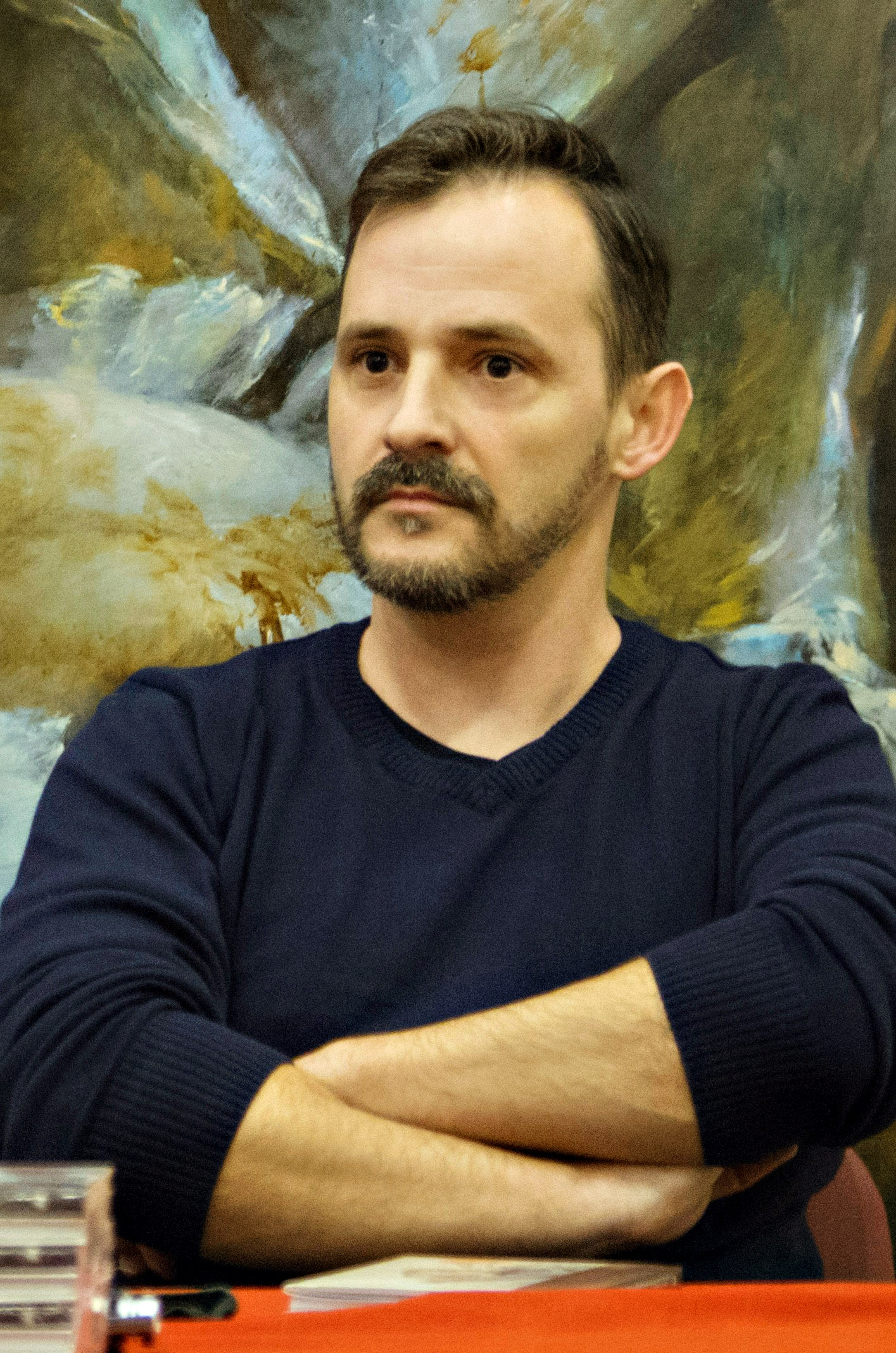
Fotó: Tofán Levente

## Antológiák
- Mozdonytűz – Fiatal írók Antológiája, 2014, Kolozsvár
- Erdélyi Szép Szó 2014, Pro Print Kiadó
- Erdélyi Szép Szó 2015, Pro Print Kiadó
- Erdélyi Szép Szó 2016, Pro Print Kiadó
- Szép Versek 2017, Magvető Kiadó

## Kötetei
- Apatológia, 2014, Kolozsvár, Sétatér Könyvek[4]
- Levelek a szomszéd szobába; Erdélyi Híradó–FISZ, Kolozsvár–Budapest, 2016 (Hortus conclusus)
- Fák Daphnénak; Erdélyi Híradó, Kolozsvár, 2022[5]

## Díjak
- A Székelyföld folyóirat Szabó Gyula-emlékdíja (2014)
- Az Erdélyi Magyar Írók Ligájának Méhes György-debütdíja (2014)